# سیارک ۹۷۱۸۶
سیارک ۹۷۱۸۶ (به انگلیسی: 97186 Tore، نامگذاری:1999WP8)۹۷۱۸۶مین سیارک کشف شده‌است که در ۲۸ نوامبر ۱۹۹۹ کشف شد.